# Pacajús
Pacajús este un oraș în statul Ceará (CE) din Brazilia.
1. ↑   https://cidades.ibge.gov.br/brasil/ce/pacajus/historico Lipsește sau este vid: |title= (ajutor)